# Het heelal
Het heelal, Engels: A Brief History of Time, is een populair-wetenschappelijk boek geschreven door Stephen Hawking, dat voor het eerst werd uitgegeven in 1988. Hoewel Hawking in vakkringen al wereldberoemd was, werd door dit boek zijn naam ook bekend bij het grote publiek. Wereldwijd zijn er inmiddels in vele tientallen vertalingen ettelijke tientallen miljoenen exemplaren van dit boek verkocht.
Het boek probeert een aantal complexe onderwerpen uit de kosmologie, waaronder de oerknal, zwarte gaten en de snaartheorie op een eenvoudige manier te beschrijven.
Hoewel het boek complexe theorieën behandelt, bevat het in zijn geheel niet meer dan één natuurkundige vergelijking: E=mc². Dit vanwege de overtuiging van de auteur en diens uitgever, dat "Iedere formule in een boek het aantal lezers halveert".
Een van de vrienden van Hawking, en eveneens theoretisch natuurkundige, Kip Thorne, merkte hierover op: Hoe meer je weet van natuurkunde, hoe minder je begrijpt van dit boek. Hawking zelf verwoordde dit als: Iedereen kocht het, maar niet velen hebben het uitgelezen.
Tussen 2003 en 2005 hebben Hawking en Leonard Mlodinow dit boek gezamenlijk 'omgewerkt' tot A Briefer History of Time (in het Nederlands Een korte geschiedenis van de tijd).